# Aleksandar Aleksić
Aleksandar Aleksić –en serbio, Александар Алексић – (Šabac, 13 de abril de 1992) es un deportista serbio que compitió en piragüismo en la modalidad de aguas tranquilas. Ganó una medalla de bronce en el Campeonato Europeo de Piragüismo de 2012, en la prueba de K4 1000 m.

## Palmarés internacional
| Campeonato Europeo | Campeonato Europeo | Campeonato Europeo | Campeonato Europeo |
| Año                | Lugar              | Medalla            | Competición        |
| ------------------ | ------------------ | ------------------ | ------------------ |
| 2012               | Zagreb (Croacia)   | Medalla de bronce  | K4 1000 m          |